# Bent (film, 2013)
Pour les articles homonymes, voir Bent.
Pour plus de détails, voir Fiche technique et Distribution.
Bent est un court métrage canadien écrit et réalisé par Amy Jo Johnson. Il met en vedette Amy Jo Johnson, Sonya Salomaa, Michael Cram et Ingrid Kavelaars.

## Synopsis
Le film dévoile l'amitié de longue date de deux amies d'enfance.

## Distribution
- Amy Jo Johnson : Amelia
- Sonya Salomaa : Jackie
- Michael Cram : Mitch
- Ingrid Kavelaars : Jane
- Francesca Christine Giner : Francesca

## Développement
Le film a été financé par une campagne de financement sur le site Indiegogo.

## Critique
Le film est acclamé par la critique et obtient de nombreuses nominations dans des festivals,.